# Isophya autumnalis
Isophya autumnalis är en insektsart som beskrevs av Karabag 1962. Isophya autumnalis ingår i släktet Isophya och familjen vårtbitare. Inga underarter finns listade i Catalogue of Life.